# Tennis Masters Cup 2000
Der Tennis Masters Cup 2000 fand vom 28. November bis 3. Dezember in Lissabon statt. Es war die 31. Ausgabe des Turniers und ist den vier Grand-Slam-Turnieren der wichtigste Wettbewerb im Herren-Profitennis. Er fand am Ende des Tennisjahres statt und stellte das Abschlusseinzelturnier der Saison mit den acht bestplatzierten Spieler sowie acht besten Doppelpaarungen in der Tennisweltrangliste dar. Es fand zum ersten und bislang einzigen Mal in Lissabon auf einem Hartplatz in der Halle statt. Zudem war es das erste Mal, dass das Turnier unter diesem Namen abgehalten wurde. Bis zu dieser Saison war es als ATP World Tour Championships vermarktet worden.
Das entsprechende Doppelturnier, die Goldflake ATP Tour World Doubles Championship 2000, wurde vom 13. bis 17. Dezember in Bengaluru abgehalten. Das 27. Mal fand ein solcher Wettbewerb im Doppel statt und es war das vorletzte Mal, dass Einzel- und Doppelturnier getrennt und zu verschiedenen Zeiten ausgetragen wurde.
Im Gegensatz zu allen anderen Turnieren auf der ATP Tour wurden die Abschlussturniere nicht durchgehend im K.-o.-System durchgeführt. Stattdessen trafen die acht Teilnehmer bzw. Paarungen im Doppel, in zwei Gruppen unterteilt, zunächst im Round-Robin-Modus aufeinander, bei dem die zwei besten Spieler beider Gruppen ins Halbfinale vorstießen. Erst ab diesem wurde das Turnier mit Ausscheidungsrunden gespielt. Ebenfalls anders zu den anderen ATP-Turnieren wurde das Preisgeld ausgezahlt. Hier zählte nicht allein die Platzierung, sondern auch die gewonnenen Matches. Insgesamt betrug der Preisgeldpool 4,45 Millionen US-Dollar, wovon 750.000 Dollar für das Doppel vorgesehen waren.
Es gewann der Brasilianer Gustavo Kuerten im Einzel, der damit als erster Südamerikaner die Saison als Führender der Weltrangliste beenden konnte. Er besiegte unter anderem im Halbfinale den letztjährigen Sieger Pete Sampras. Im Doppel gewannen der US-Amerikaner Donald Johnson und Piet Norval aus Südafrika, die an fünf gesetzt in das Turnier starteten. Sie konnten mit diesem Erfolg insgesamt vier Turniersiege in der Saison für sich verbuchen, darüber hinaus war es für beide der 14. Karrieretitel.

## Preisgeld und Punkte
Das Preisgeld betrug 3,7 Millionen US-Dollar. Das Preisgeld wird kumuliert. Ein Turniersieger ohne Niederlage würde demnach 1.500 Punkte und 1.520.000 US-Dollar im Einzel bzw. 150.000 US-Dollar im Doppel bekommen.
| Runde                     | Einzel    | Doppel 1 | Punkte |
| ------------------------- | --------- | -------- | ------ |
| Turniersieger             | 700.000 $ | 62.000 $ | 250    |
| Halbfinalsieger           | 370.000 $ | 40.000 $ | 200    |
| Gruppenphase pro Sieg     | 120.000 $ | 16.000 $ | 100    |
| Antrittsgeld              | 090.000 $ | —        | —      |
| Ersatzspieler (kein Sieg) | 050.000 $ | —        | —      |

## Einzel

### Qualifizierte Spieler
| Setzliste | Spieler            | Weltranglistenplatz (Punkte) |
| --------- | ------------------ | ---------------------------- |
| 1         | Marat Safin        | 1 (3920)                     |
| 2         | Gustavo Kuerten    | 2 (3545)                     |
| 3         | Pete Sampras       | 3 (3185)                     |
| 4         | Magnus Norman      | 4 (3110)                     |
| 5         | Jewgeni Kafelnikow | 5 (2835)                     |
| 6         | Lleyton Hewitt     | 6 (2525)                     |
| 7         | Àlex Corretja      | 7 (2375)                     |
| 8         | Andre Agassi       | 8 (2265)                     |

### Rote Gruppe

#### Ergebnisse
| Datum   | Sieger         | Gegner         | Ergebnis       |
| ------- | -------------- | -------------- | -------------- |
| 28. 11. | Marat Safin    | Àlex Corretja  | 6:76, 7:5, 6:3 |
| 28. 11. | Lleyton Hewitt | Pete Sampras   | 7:5, 6:0       |
| 29. 11. | Pete Sampras   | Àlex Corretja  | 7:62, 7:5      |
| 29. 11. | Marat Safin    | Lleyton Hewitt | 6:4, 6:4       |
| 30. 11. | Àlex Corretja  | Lleyton Hewitt | 3:6, 7:63, 6:3 |
| 1. 12.  | Pete Sampras   | Marat Safin    | 6:3, 6:2       |

#### Tabelle
| Pos. | Setzliste | Spieler        | Sätze | Punkte |
| ---- | --------- | -------------- | ----- | ------ |
| 1    | 3         | Pete Sampras   | 4:2   | 2:1    |
| 2    | 1         | Marat Safin    | 4:3   | 2:1    |
| 3    | 6         | Lleyton Hewitt | 3:4   | 1:2    |
| 4    | 7         | Álex Corretja  | 3:5   | 1:2    |

### Grüne Gruppe

#### Ergebnisse
| Datum  | Sieger             | Gegner             | Ergebnis      |
| ------ | ------------------ | ------------------ | ------------- |
| 28.11. | Andre Agassi       | Gustavo Kuerten    | 4:6, 6:4, 6:3 |
| 29.11. | Jewgeni Kafelnikow | Magnus Norman      | 4:6, 7:5, 6:1 |
| 30.11. | Andre Agassi       | Jewgeni Kafelnikow | 6:1, 6:4      |
| 30.11. | Gustavo Kuerten    | Magnus Norman      | 7:5, 6:3      |
| 1. 12. | Gustavo Kuerten    | Jewgeni Kafelnikow | 6:3, 6:4      |
| 1. 12. | Andre Agassi       | Magnus Norman      | 6:3, 6:2      |

#### Tabelle
| Pos. | Setzliste | Spieler            | Sätze | Punkte |
| ---- | --------- | ------------------ | ----- | ------ |
| 1    | 8         | Andre Agassi       | 6:1   | 3:0    |
| 2    | 2         | Gustavo Kuerten    | 5:2   | 2:1    |
| 3    | 5         | Jewgeni Kafelnikow | 2:5   | 1:2    |
| 4    | 4         | Magnus Norman      | 1:6   | 0:3    |

### Finalrunde
|  | Halbfinale | Halbfinale      | Halbfinale   | Halbfinale | Halbfinale |   |                 | Finale | Finale | Finale | Finale | Finale | Finale | Finale |
|  |            |                 |              |            |            |   |                 |        |        |        |        |        |        |        |
|  | 3          | Pete Sampras    | 7            | 3          | 4          |   |                 |        |        |        |        |        |        |        |
|  | 2          | Gustavo Kuerten | 65           | 6          | 6          |   |                 |        |        |        |        |        |        |        |
|  | 2          | Gustavo Kuerten | 65           | 6          | 6          | 2 | Gustavo Kuerten | 6      | 6      | 6      |        |        |        |        |
|  |            |                 |              |            |            | 2 | Gustavo Kuerten | 6      | 6      | 6      |        |        |        |        |
|  |            | 8               | Andre Agassi | 4          | 4          | 4 |                 |        |        |        |        |        |        |        |
|  | 8          | 8               | Andre Agassi | 4          | 4          | 4 | Andre Agassi    | 6      | 6      |        |        |        |        |        |
|  | 8          |                 |              |            |            |   |                 |        | 6      |        |        |        |        |        |
|  | 1          | Marat Safin     | 3            | 3          |            |   |                 |        |        |        |        |        |        |        |

### Preisgelder
| Rang | Spieler            | Preisgeld in $ |
| ---- | ------------------ | -------------- |
| 1    | Andre Agassi       | 0820.000       |
| 2    | Gustavo Kuerten    | 1.400.000      |
| 3    | Pete Sampras       | 0330.000       |
|      | Marat Safin        | 0330.000       |
| 5    | Jewgeni Kafelnikow | 0210.000       |
|      | Lleyton Hewitt     | 0210.000       |
|      | Àlex Corretja      | 0210.000       |
| 8    | Magnus Norman      | 0090.000       |

## Doppel

### Qualifizierte Paarungen
| Setzliste | Paarung                       |
| --------- | ----------------------------- |
| 1         | Ellis Ferreira Rick Leach     |
| 2         | Paul Haarhuis Sandon Stolle   |
| 3         | Alex O’Brien Jared Palmer     |
| 4         | Joshua Eagle Andrew Florent   |
| 5         | Donald Johnson Piet Norval    |
| 6         | Jaime Oncins Daniel Orsanic   |
| 7         | Simon Aspelin Johan Landsberg |
| 8         | Mahesh Bhupathi Leander Paes  |

### Rote Gruppe

#### Ergebnisse
| Datum   | Sieger                        | Gegner                      | Ergebnis       |
| ------- | ----------------------------- | --------------------------- | -------------- |
| 13. 12. | Joshua Eagle Andrew Florent   | Jaime Oncins Daniel Orsanic | 6:1, 3:6, 6:4  |
| 13. 12. | Simon Aspelin Johan Landsberg | Ellis Ferreira Rick Leach   | 6:1, 3:6, 6:1  |
| 14. 12. | Jaime Oncins Daniel Orsanic   | Ellis Ferreira Rick Leach   | 1:6, 7:5, 7:5  |
| 14. 12. | Simon Aspelin Johan Landsberg | Joshua Eagle Andrew Florent | 7:5, 7:64      |
| 15. 12. | Ellis Ferreira Rick Leach     | Joshua Eagle Andrew Florent | 4:6, 6:3, 7:62 |
| 15. 12. | Simon Aspelin Johan Landsberg | Jaime Oncins Daniel Orsanic | 6:2, 6:4       |

#### Tabelle
| Pos. | Setzliste | Spieler                       | Sätze | Punkte |
| ---- | --------- | ----------------------------- | ----- | ------ |
| 1    | 7         | Simon Aspelin Johan Landsberg | 6:1   | 3:0    |
| 2    | 1         | Ellis Ferreira Rick Leach     | 4:5   | 1:2    |
| 3    | 4         | Joshua Eagle Andrew Florent   | 3:5   | 1:2    |
| 4    | 6         | Jaime Oncins Daniel Orsanic   | 3:5   | 1:2    |

### Goldene Gruppe

#### Ergebnisse
| Datum   | Sieger                       | Gegner                       | Ergebnis       |
| ------- | ---------------------------- | ---------------------------- | -------------- |
| 13.12.  | Donald Johnson Piet Norval   | Alex O’Brien Jared Palmer    | 7:5, 7:67      |
| 13.12.  | Mahesh Bhupathi Leander Paes | Paul Haarhuis Sandon Stolle  | 7:5, 6:4       |
| 14.12.  | Paul Haarhuis Sandon Stolle  | Alex O’Brien Jared Palmer    | 5:7, 6:2, 6:4  |
| 14.12.  | Mahesh Bhupathi Leander Paes | Donald Johnson Piet Norval   | 6:4, 6:4       |
| 15. 12. | Alex O’Brien Jared Palmer    | Mahesh Bhupathi Leander Paes | 2:6, 6:4, 7:65 |
| 15. 12. | Donald Johnson Piet Norval   | Paul Haarhuis Sandon Stolle  | 6:2, 7:66      |

#### Tabelle
| Pos. | Setzliste | Spieler                      | Sätze | Punkte |
| ---- | --------- | ---------------------------- | ----- | ------ |
| 1    | 7         | Mahesh Bhupathi Leander Paes | 5:2   | 2:1    |
| 2    | 5         | Donald Johnson Piet Norval   | 4:2   | 2:1    |
| 3    | 2         | Paul Haarhuis Sandon Stolle  | 2:5   | 1:2    |
| 4    | 3         | Alex O’Brien Jared Palmer    | 3:5   | 1:2    |

### Finalrunde
|  | Halbfinale | Halbfinale                    | Halbfinale                   | Halbfinale | Halbfinale |   |                              | Finale | Finale | Finale | Finale | Finale | Finale | Finale |
|  |            |                               |                              |            |            |   |                              |        |        |        |        |        |        |        |
|  | 7          | Simon Aspelin Johan Landsberg | 4                            | 7          | 3          |   |                              |        |        |        |        |        |        |        |
|  | 5          | Donald Johnson Piet Norval    | 6                            | 5          | 6          |   |                              |        |        |        |        |        |        |        |
|  | 5          | Donald Johnson Piet Norval    | 6                            | 5          | 6          | 5 | Donald Johnson Piet Norval   | 7      | 6      | 6      |        |        |        |        |
|  |            |                               |                              |            |            | 5 | Donald Johnson Piet Norval   | 7      | 6      | 6      |        |        |        |        |
|  |            | 8                             | Mahesh Bhupathi Leander Paes | 68         | 3          | 4 |                              |        |        |        |        |        |        |        |
|  | 8          | 8                             | Mahesh Bhupathi Leander Paes | 68         | 3          | 4 | Mahesh Bhupathi Leander Paes | 6      | 7      |        |        |        |        |        |
|  | 8          |                               |                              |            |            |   |                              |        | 7      |        |        |        |        |        |
|  | 1          | Ellis Ferreira Rick Leach     | 3                            | 5          |            |   |                              |        |        |        |        |        |        |        |

### Preisgelder
| Setzliste | Spieler                       | Preisgeld in $ |
| --------- | ----------------------------- | -------------- |
| 1         | Ellis Ferreira Rick Leach     | 016.000        |
| 2         | Paul Haarhuis Sandon Stolle   | 016.000        |
| 3         | Alex O’Brien Jared Palmer     | 016.000        |
| 4         | Joshua Eagle Andrew Florent   | 016.000        |
| 5         | Donald Johnson Piet Norval    | 134.000        |
| 6         | Jaime Oncins Daniel Orsanic   | 016.000        |
| 7         | Simon Aspelin Johan Landsberg | 048.000        |
| 8         | Mahesh Bhupathi Leander Paes  | 072.000        |